# Rhoemetalces I
Rhoemetalces I, död 12 e. Kr., var regerande kung i Thrakien mellan 15 f. Kr. och 12 e. Kr.